# Jean-Eudes Demaret
Pour les articles homonymes, voir Demaret.
Jean-Eudes Demaret, né le 25 juillet 1984 à Senlis, est un coureur cycliste français, ancien membre de l'équipe Cofidis. Il pratique également le triathlon et remporte le championnat de France longue distance en 2016.

## Biographie

### Jeunesse et carrière amateur
En 1999, en catégorie cadets, il remporte durant l'hiver le Challenge National de cyclo-cross et prend la deuxième place du championnat de France derrière Romain Fondard.
En 2002, dans la catégorie des juniors, il remporte pour la seconde fois la Coupe de France de VTT, ainsi qu'une manche de la Coupe du monde. Il acquiert la médaille d'or du championnat d'Europe et la médaille d'argent du championnat du monde de relais par équipes VTT, avec Julien Absalon, Laurence Leboucher et Cédric Ravanel.
En 2006, membre du club de l'Amicale cycliste bisontine, il décide de se consacrer davantage au cyclisme sur route et réalise de bonnes performances sur les routes du Tour de Guadeloupe (2.2) où il remporte le prologue et la huitième étape.
En 2007, lors de sa dernière saison amateur, il est l'auteur de nombreuses victoires dont notamment le Grand Prix des Vins Brulhois, une manche de la Coupe de France des clubs. Il gagne également le prologue du Circuit de Saône-et-Loire, Bourg-Arbent-Bourg, et le Ruban Nivernais Morvan. En fin de saison, il est engagé comme stagiaire au sein de la formation La Française des jeux. Il y remporte en septembre la dernière étape du Tour du Poitou-Charentes. Avant lui, seul Jaan Kirsipuu avait été vainqueur de course en tant que stagiaire, 15 ans auparavant. Il se classe deuxième de la Polymultipliée lyonnaise après avoir été échappé avec le vainqueur Noan Lelarge durant 50 kilomètres,. Malgré ces résultats, il n'est pas engagé pour la saison 2008 par La Française des Jeux, dont l'effectif est complet. Il signe un contrat de deux ans avec Cofidis.

### 2008-2009: premières années professionnelles
Jean-Eudes Demaret obtient de bons résultats durant les premiers mois de la saison. Il remporte ainsi une étape du Tour de Picardie et prend la deuxième place du classement final de cette épreuve, derrière Sébastien Chavanel. Il se classe également sixième de Paris-Camembert.
En 2009, il remporte la dernière étape de l'Étoile de Bessèges, ainsi que la dernière étape du Circuit de la Sarthe. Il prend aussi la quatrième place du Grand Prix de la Marseillaise et obtient d'autres places d'honneur sur le Tour du Finistère, Paris-Camembert, le Circuit de la Sarthe, Cholet-Pays de Loire et sur la Route Adélie. Il révèle ses qualités de puncheur sur le Critérium International dont il prend la huitième place à 34 secondes de Jens Voigt. Enfin, il participe à son premier grand tour, le Tour d'Espagne.

### 2010: la maladie de Crohn
En 2010, après sa participation à la Tropicale Amissa Bongo, il découvre qu'il est atteint de la maladie de Crohn qui l'oblige à stopper sa saison. Puis en mai il reprend petit à petit l'entrainement. En fin de saison, il participe notamment, à Châteauroux Classic de l'Indre, au Tour du Doubs, à Paris-Bruxelles.

### 2011-2012: retour et fin de carrière
En 2011, il prend part à quelques courses en début de saison. Cependant il doit malheureusement renoncer à en achever un grand nombre. À partir de mai, sa condition physique s'améliore après de longs mois d’entraînement. Ainsi, il parvient à suivre le peloton sur le Tour de Picardie. Il s'impose ensuite lors du SEB Tartu Grand Prix (1.1) en réglant un groupe de cinq coureurs dans lequel figurait son coéquipier Rein Taaramäe.
L'année suivante, Demaret décide de mettre fin à sa carrière à l'issue du Grand Prix de Fourmies.

### 2014: découverte d'une nouvelle discipline, le triathlon
En janvier 2014, Jean-Eudes Demaret envisage de reprendre une activité sportive lui permettant de mettre en avant ses qualités de cycliste, sa passion pour la course à pied (en 2013, pour son premier semi-marathon, il effectue l'épreuve d'Annecy en 1 h 28 min 51 s et l'envie de s'essayer dans une troisième discipline. Il est licencié au club des Alligators Seynod Triathlon.
En juin 2015, il remporte le triathlon international d'Annecy.
Le 30 août 2015, il participe à son premier Ironman à Vichy. Il termine treizième du classement général et cinquième de sa catégorie d'âge. Il remporte sa qualification pour Hawaï 2016. Lors de cette épreuve, il boucle les distances en 1 h 3 min 5 s (3,8 km de natation), 4 h 32 min 24 s (180 km de vélo) et 3 h 20 min 55 s (pour le marathon) soit 9 h 4 min 16 s (avec les transitions).
En juin 2016, il participe aux championnats de France de triathlon longue distance, qui se déroule à Baudreix dans les Pyrénées-Atlantiques. Il crée la surprise en remportant le titre en s'imposant notamment dans la partie vélo qui se déroule sur un profil montagneux et remporte son premier titre de triathlon en 5 h 18 min 12 s.

## Palmarès sur route

### Par années
| - 2006 - Prologue et 8e étape du Tour de Guadeloupe - 2e du Grand Prix du Faucigny - 2007 - Ruban Nivernais-Morvan - Prologue du Circuit de Saône-et-Loire - Bourg-Arbent-Bourg - 5e étape du Tour du Poitou-Charentes - 1re étape du Tour de Moselle - 2e de la Polymultipliée lyonnaise - 3e du Critérium du Printemps | - 2008 - 3e étape du Tour de Picardie - 2e du Tour de Picardie - 2009 - 5e étape de l'Étoile de Bessèges - 5e étape du Circuit de la Sarthe - 2011 - SEB Tartu Grand Prix |

### Résultats sur les grands tours

#### Tour d'Espagne
1 participation
- 2009 : 127e

### Classements mondiaux
| Année           | 2006 | 2007 | 2008 | 2009 | 2010 | 2011 |
| --------------- | ---- | ---- | ---- | ---- | ---- | ---- |
| UCI Europe Tour | 658e | 366e |      |      |      | 204e |

## Palmarès en VTT
- 2002
  - Champion d'Europe du relais par équipes (avec Julien Absalon, Laurence Leboucher et Cédric Ravanel)
  - Vice-champion du monde du relais par équipes (avec Julien Absalon, Laurence Leboucher et Cédric Ravanel)

## Palmarès en cyclo-cross
- 1999/2000
  - Challenge de La France Cycliste cadets
  - 2e du championnat de France de cyclo-cross cadets

## Palmarès en triathlon
Le tableau présente les résultats les plus significatifs (podium) obtenus sur le circuit national de triathlon depuis 2016.
| Année | Compétition                           | Pays   | Position      | Temps           |
| ----- | ------------------------------------- | ------ | ------------- | --------------- |
| 2016  | Championnat de France longue distance | France | Médaille d'or | 5 h 18 min 12 s |